# Chus Lampreave
Chus Lampreave (Madrid, 11 december 1930 – Almería, 4 april 2016) was een Spaanse actrice. Ze was een van de bekendste en meest gewaardeerde actrices uit de Spaanse filmwereld, ondanks haar hoge leeftijd werkte ze nog door en ze heeft in meer dan 50 verschillende films gespeeld, met alle belangrijke Spaanse regisseurs.

## Levensloop
Na de middelbare school koos ze ervoor naar de Academie voor Schone Kunsten te gaan om les te krijgen in het schilderen, toen haar grote passie. In 1958 was ze voor het eerst te zien als actrice op de televisie, en niet lang daarna volgden rollen in films.
Haar grootste successen kwamen echter pas in de jaren tachtig dankzij de films van de bekende regisseur Pedro Almodóvar. In zijn films had ze doorgaans een komische rol van een oud en schreeuwerig vrouwtje die veel mensen het leven zuur maakte.
Met Fernando Trueba maakte ze in later nog de film Belle Époque, een film die in 1994 de Oscar voor de beste niet-Engelstalige film kreeg. Voor haar rol in deze film won ze ook de Goya, waar ze in totaal vijf keer voor genomineerd is geweest.
In 2006 won ze op het Filmfestival van Cannes samen met alle andere vrouwen uit de film Volver de prijs voor de beste acteerprestatie.

## Films
| Jaar | Film                                      | Regisseur                  |
| ---- | ----------------------------------------- | -------------------------- |
| 1958 | El pisito                                 | Marco Ferreri              |
| 1960 | El cochecito                              | Marco Ferreri              |
| 1963 | El verdugo                                | Luis García Berlanga       |
| 1971 | Mi querida señorita                       | Jaime de Armiñan           |
| 1977 | La escopeta nacional                      | Luis García Berlanga       |
| 1980 | Patrimonio nacional                       | Luis García Berlanga       |
| 1980 | Pepi, Luci, Bom y otras chicas del montón | Pedro Almodóvar            |
| 1982 | Laberinto de pasiones                     | Pedro Almodóvar            |
| 1982 | Nacional III                              | Luis García Berlanga       |
| 1984 | Entre tinieblas                           | Pedro Almodóvar            |
| 1984 | ¿Qué he hecho yo para merecer esto?       | Pedro Almodóvar            |
| 1985 | Matador                                   | Pedro Almodóvar            |
| 1985 | Sé infiel y no mires con quién            | Fernando Trueba            |
| 1985 | Lulú de noche                             | Emilio Martínez Lázaro     |
| 1986 | El año de las luces                       | Fernando Trueba            |
| 1987 | La vida alegre                            | Fernando Colomo            |
| 1987 | Moros y cristianos                        | Luis García Berlanga       |
| 1988 | Espérame en el cielo                      | Antonio Mercero            |
| 1988 | Mujeres al borde de un ataque de nervios  | Pedro Almodóvar            |
| 1988 | Amanece, que no es poco                   | José Luis Cuerda           |
| 1988 | Bajarse al moro                           | Fernando Colomo            |
| 1992 | Belle Époque                              | Fernando Trueba            |
| 1992 | Supernova                                 | Juan Miñón                 |
| 1994 | Siete mil días juntos                     | Fernando Fernán Gómez      |
| 1995 | Así en el cielo como en la tierra         | José Luis Cuerda           |
| 1995 | La flor de mi secreto                     | Pedro Almodóvar            |
| 1998 | Mátame mucho                              | José Ángel Bohollo         |
| 1998 | Torrente, el brazo tonto de la ley        | Santiago Segura            |
| 1998 | Una pareja perfecta                       | Francesc Betriu            |
| 2001 | Torrente 2: Misión en Marbella            | Santiago Segura            |
| 2002 | Hable con ella                            | Pedro Almodóvar            |
| 2002 | El florido pensil                         | Juan José Porto            |
| 2003 | Atraco a las 3... y media                 | Raúl Marchand Sánchez      |
| 2004 | Di que sí                                 | Juan Calvo                 |
| 2006 | Volver                                    | Pedro Almodóvar            |
| 2008 | Fuera de carta                            | Nacho G. Velilla           |
| 2009 | Los abrazos rotos                         | Pedro Almodóvar            |
| 2010 | Mami Blue                                 | Miguel Ángel Calvo Buttini |
| 2012 | El artista y la modelo                    | Fernando Trueba            |
| 2014 | Torrente 5: Operación Eurovegas           | Santiago Segura            |